# Christine Estabrook
Mary Christine Estabrook (Condado de Erie, 13 de setembro de 1952) é uma atriz americana. Ela é mais conhecida por interpretar Lenora Zwick em The Crew, Marion em Nikki e Martha Huber em Desperate Housewives.

## Filmografia

### Cinema
| Ano  | Título                        | Papel                    | Notas          |
| ---- | ----------------------------- | ------------------------ | -------------- |
| 1979 | The Bell Jar                  | Aluna                    |                |
| 1985 | Almost You                    | Maggie                   |                |
| 1989 | Sea of Love                   | Gina Gallagher           |                |
| 1989 | Second Sight                  | Priscilla Pickett        |                |
| 1990 | Presumed Innocent             | Lydia MacDougall         |                |
| 1995 | The Usual Suspects            | Dra. Plummer             |                |
| 1999 | Elvis Has Left the Building   | Lily Ann                 | Curta metragem |
| 2002 | Chance                        | Desiree                  |                |
| 2003 | Living in Walter's World      | Robin                    | Curta metragem |
| 2003 | Grind                         | Sarah Jensen             |                |
| 2004 | Catch That Kid                | Sharon                   |                |
| 2004 | Spider-Man 2                  | Sra. Jameson             |                |
| 2004 | Meet Market                   | Mãe                      |                |
| 2006 | Lovers, Liars & Lunatics      | Elaine Rayne             |                |
| 2016 | Is That a Gun in Your Pocket? | Shirley Parsons          |                |
| 2022 | Bar Fight!                    | Ladra de Caneca de Cobre |                |

### Televisão
| Ano       | Título                               | Papel                     | Notas                                                 |
| --------- | ------------------------------------ | ------------------------- | ----------------------------------------------------- |
| 1982      | The Wall                             | Rutka                     | Telefilme                                             |
| 1984      | The Last Honor of Kathryn Beck       | Janet Reiss               | Telefilme                                             |
| 1984      | George Washington                    | Abigail Adams             | 3 episódios                                           |
| 1985      | Hometown                             | Jane Parnell              | 10 episódios                                          |
| 1987      | Tales From the Darkside              | Irene                     | Episódio: "The Enormous Radio"                        |
| 1990      | L.A. Law                             | Susan Parral              | Episódio: "Blood, Sweat and Fears"                    |
| 1991      | One Special Victory                  | Ruthie                    | Telefilme                                             |
| 1993      | Bakersfield P.D.                     | Ann Lester                | Episódio: "A Bullet for Stiles"                       |
| 1993      | Frasier                              | Lou                       | Episódio: "Miracle on Third or Fourth Street"         |
| 1994      | Cafe Americain                       | Janet Christiano          | Episódio: "Love the One You're With"                  |
| 1994      | The X-Files                          | Agente Henderson          | Episódio: "Young at Heart"                            |
| 1995      | Dave's World                         | Fran Yosway               | Episódio: "Bear with Me"                              |
| 1995      | All-American Girl                    | Vivian                    | Episódio: "Venus de Margare"                          |
| 1995      | Cybill                               | Patty                     | Episódio: "The Replacements"                          |
| 1995      | The Wright Verdicts                  | Det. Hughes               | Episódio: "Pilot"                                     |
| 1995–1996 | The Crew                             | Lenora Zwick              | 21 episódios                                          |
| 1997      | Murder Live!                         | Dra. Christine Winter     | Telefilme                                             |
| 1997      | The Practice                         | Juíza Maureen Zisk        | Episódio: "Part VI"                                   |
| 1997      | Dharma & Greg                        | Lindsay                   | Episódio: "Haus Arrest"                               |
| 1997      | Almost Perfect                       | Lindsay Wolf              | Episódio: "Where No Man Has Gone Before"              |
| 1998      | The Secret Diary of Desmond Pfeiffer | Mary Todd Lincoln         | 6 episódios                                           |
| 1998      | Style & Substance                    | Marlene Spaulter          | Episódio: "I Went to a Garden Party"                  |
| 1999      | Clueless                             | Diretora Dewitt           | Episódio: "Cher's Weekend at Bernie's"                |
| 1999      | Ally McBeal                          | Bonnie Mannix             | Episódio: "The Green Monster"                         |
| 2000      | Chicago Hope                         | Rene Sederberg            | Episódio: "Boys Will Be Girls"                        |
| 2000      | Titus                                | Juanita Titus             | Episódio: "Mom's Not Nuts"                            |
| 2000      | Touched by an Angel                  | Kate Radcliff             | Episódio: "Pandora's Box"                             |
| 2000–2002 | Nikki                                | Marion                    | 11 episódios                                          |
| 2002      | Six Feet Under                       | Emily Previn              | Episódio: "The Invisible Woman"                       |
| 2002      | Crossing Jordan                      | Anne Lauer                | Episódio: "Scared Straight"                           |
| 2002–2003 | The Guardian                         | Aunt Liz                  | 2 episódios                                           |
| 2004      | 7th Heaven                           | Professora de Ruthie      | Episódio: "Don't Speak Ill of the Living or the Dead" |
| 2004      | Strong Medicine                      | Berri Kaplan              | Episódio: "Quarantine"                                |
| 2004–2012 | Desperate Housewives                 | Martha Huber              | 12 episódios                                          |
| 2004      | NYPD Blue                            | Lynn Cahil                | Episódio: "The 3-H Club"                              |
| 2005      | Hot Properties                       | Candice                   | Episódio: "Chick Stuff"                               |
| 2005      | Veronica Mars                        | Madame Sophie             | Episódio: "Blast from the Past"                       |
| 2006      | Numb3rs                              | Laura Price               | Episódio: "Dark Matter"                               |
| 2006      | Bones                                | Lisa Supac                | Episódio: "The Titan on the Tracks"                   |
| 2008      | Law & Order                          | Advogada de Hensley       | Episódio: "Angelgrove"                                |
| 2009      | Ghost Whisperer                      | Evelyn James              | 2 episódios                                           |
| 2009      | Little Monk                          | Sra. Berlin               | 2 episódios                                           |
| 2010      | Nip/Tuck                             | Sheila Carlton            | Episódio: "Sheila Carlton"                            |
| 2010      | Backyard Wedding                     | Joanne Blake              | Telefilme                                             |
| 2011      | American Horror Story: Murder House  | Marcy                     | 6 episódios                                           |
| 2012      | Cupid, Inc.                          | Janice                    | Telefilme                                             |
| 2012–2015 | Mad Men                              | Gail Holloway             | 8 episódios                                           |
| 2012      | Anger Management                     | Judy                      | Episódio: "Charlie Gets Romantic"                     |
| 2013      | Rules of Engagement                  | Moderadora                | Episódio: "Baby Talk"                                 |
| 2014      | Deadly Wives                         | Narradora                 | 2 episódios                                           |
| 2014      | State of Affairs                     | Terapeuta                 | Episódio: "Pilot"                                     |
| 2015      | Looking                              | Corretora de imóveis      | Episódio: "Looking for Sanctuary"                     |
| 2015      | Blunt Talk                           | Mel                       | Episódio: "The Queen of Hearts"                       |
| 2015–2016 | American Horror Story: Hotel         | Marcy                     | 3 episódios                                           |
| 2016      | Designated Survivor                  | Governadora Chris Nichols | Episódio: "The Interrogation"                         |
| 2016-2018 | Crazy Ex-Girlfriend                  | Patricia Davis            | 2 episódios                                           |
| 2018      | American Woman                       | Peggy Vaughan             | 3 episódios                                           |
| 2018-2019 | 9-1-1                                | Gloria Wagner             | 2 episódios                                           |
| 2019      | Why Women Kill                       | Joyce Dubner              | Episódio: "There's No Crying in Murder"               |
| 2020      | Brooklyn Nine-Nine                   | Margaret Fogle            | Episódio: "Debbie"                                    |
| 2020      | Bless This Mess                      | MaryAnne                  | Episódio: "The Table"                                 |
| 2020      | Penny Dreadful: City of Angels       | Beverly Beck              | 5 episódios                                           |

### Teatro
| Ano  | Título                  | Papel                                              | Notas        |
| ---- | ----------------------- | -------------------------------------------------- | ------------ |
| 1976 | Marco Polo              | Princesa Kogatin                                   | Off-Broadway |
| 1976 | Ladyhouse Blues         | Eylie                                              | Off-Broadway |
| 1977 | The Cherry Orchard      | Anya / Dunyasha                                    | Broadway     |
| 1977 | The Cherry Orchard      | Dunyasha                                           | Broadway     |
| 1978 | The Inspector General   | Marya Antonovna                                    | Broadway     |
| 1978 | City Sugar              | Nicola Davies                                      | Off-Broadway |
| 1979 | Ladyhouse Blues         | Eylie                                              | Off-Broadway |
| 1981 | Inadmissible Evidence   | Joy                                                | Off-Broadway |
| 1982 | Pastorale               | Rachel                                             | Off-Broadway |
| 1983 | Win/Lose/Draw           | Ginger Khabacki / Annamarie Fitzer / Luellen James | Off-Broadway |
| 1983 | Baby with the Bathwater | Helen                                              | Off-Broadway |
| 1983 | What I Did Last Summer  | Elsie                                              | Off-Broadway |
| 1984 | The Flight of the Earls | Bridgette Earl                                     | Off-Broadway |
| 1985 | I'm Not Rappaport       | Clara                                              | Broadway     |
| 1987 | North Shore Fish        | Florence Rizzo                                     | Off-Broadway |
| 1987 | The Boys Next Door      | Sheila                                             | Off-Broadway |
| 1988 | For Dear Life           | Dottie                                             | Off-Broadway |
| 1989 | The Heidi Chronicles    | Susan Johnston                                     | Broadway     |
| 1989 | The Widow's Blind Date  | Maggy Burke                                        | Off-Broadway |
| 1990 | What a Man Weighs       | Joan                                               | Off-Broadway |
| 1993 | The Sisters Rosensweig  | Pfeni Rosensweig                                   | Broadway     |
| 2006 | Spring Awakening        | A Mulher Adulta                                    | Broadway     |